# Constitutie

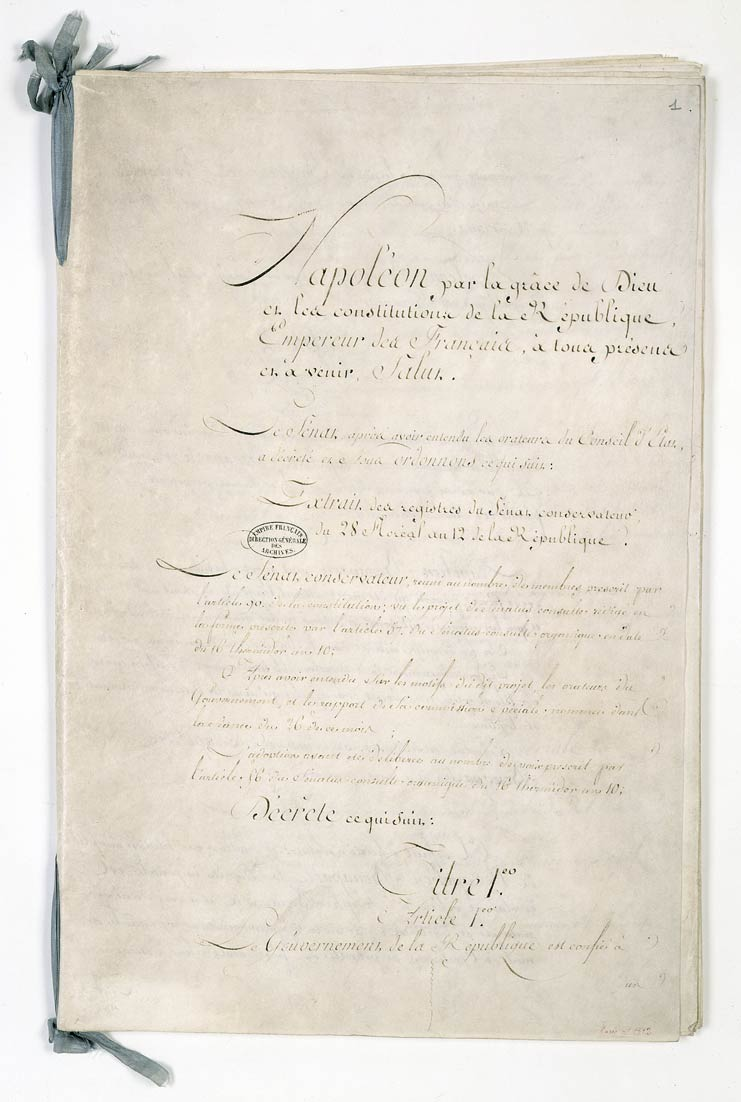

Een constitutie is een samenhangend geheel van regels die de fundamentele beginselen en hoofdregels beschrijven die betrekking hebben op de inrichting en organisatie van een staat, (internationale) organisatie of bedrijf, het bestuur er van en op de verhouding tussen die entiteit en zijn burgers, leden of medewerkers. Een constitutie vormt de juridische grondslag en de regels moeten door een ieder binnen die entiteit worden gevolgd.
In landen met een systeem van gecodificeerd recht, zoals België en Nederland, wordt de kern van een constitutie veelal gevormd door een of meer wetten, waaronder de grondwet en nationale wetgeving met een bijzondere status. Dat zijn de belangrijkste wetten van een land en er geldt vaak een bijzondere procedure om deze te veranderen of in te trekken. In bijvoorbeeld het Verenigd Koninkrijk of de Verenigde Staten, landen met een zogenaamd common law systeem, omvat de constitutie een reeks wetten met een fundamenteel karakter, rechtersrecht, gebruiken en verdragen. Echter ook in landen met een systeem van gecodificeerd recht gaat het naast de nationale hoogste wetgeving evenzeer om bestendige hogere jurisprudentie, in eigen land en van internationale rechtsprekende colleges. Daarnaast gelden ook daar bepaalde regels van internationaal (gewoonte)recht en van internationale verdragen. In bijvoorbeeld de lidstaten van de Europese Unie is het zelfs zo, dat regels uit nationale wetten bij toepassing van dat recht door rechters of uitvoerende instanties, buiten werking moeten blijven als ze in strijd zijn met bepaalde regels uit een EU-verdrag of het Europees Verdrag voor de Rechten van de Mens.
Constituties kunnen betrekking hebben op verschillende niveaus van organisaties, in een bandbreedte van soevereine landen en internationale organisaties, tot bedrijven en verenigingen. Binnen staten bepaalt een grondwet de juridische grondslag waarop de staat, haar inrichting en haar organen zijn gebaseerd; de procedure die geldt om wetten te maken, door wie dat mag en moet worden gedaan, de manier van toepassing en handhaving van wet en regelgeving en de rechtspraak. Daarnaast worden bij de inrichting van een democratische rechtsstaat bepaalde internationaal algemeen aanvaarde beginselen gevolgd als het legaliteisbeginsel, de aanwezigheid van een volksvertegenwoordiging, scheiding der machten, bepaalde grondrechten voor burgers, onafhankelijke rechtspraak en een onafhankelijke pers.

De religieuze gemeenschap van de Rooms-Katholieke Kerk wereldwijd kent de apostolische constitutie. Deze is tot stand gekomen, en wordt gewijzigd, zonder inspraak van haar leden. Alleen mannen met een bepaalde officiële functie binnen de organisatie kunnen worden gehoord.
De Grondwet van India is de langste geschreven grondwet van alle landen ter wereld, met 146.385 woorden in de Engelse versie, terwijl de Grondwet van Monaco de kortste geschreven grondwet is met 3.814 woorden. De Grondwet van San Marino is misschien wel de oudste actieve geschreven grondwet ter wereld, aangezien sommige van de basisdocumenten al sinds 1600 in werking zijn. De Grondwet van de Verenigde Staten is de oudste actieve gecodificeerde grondwet.
Op grond van filosofische theorieën rond het constitutionalisme, horen constituties ook te fungeren als kaders van de staatsmacht door grenzen vast te leggen die de heerser(s) van een staat, en  uitvoerders van de regels, niet mogen overschrijden, tegenwoordig veelal grondrechten genoemd. Enkele bekende Europese voordenkers over het kaderend gebruik van een constitutie zijn Nicollò Machiavelli, Thomas van Aquino, John Locke, Montesquieu en Jean-Jacques Rousseau.

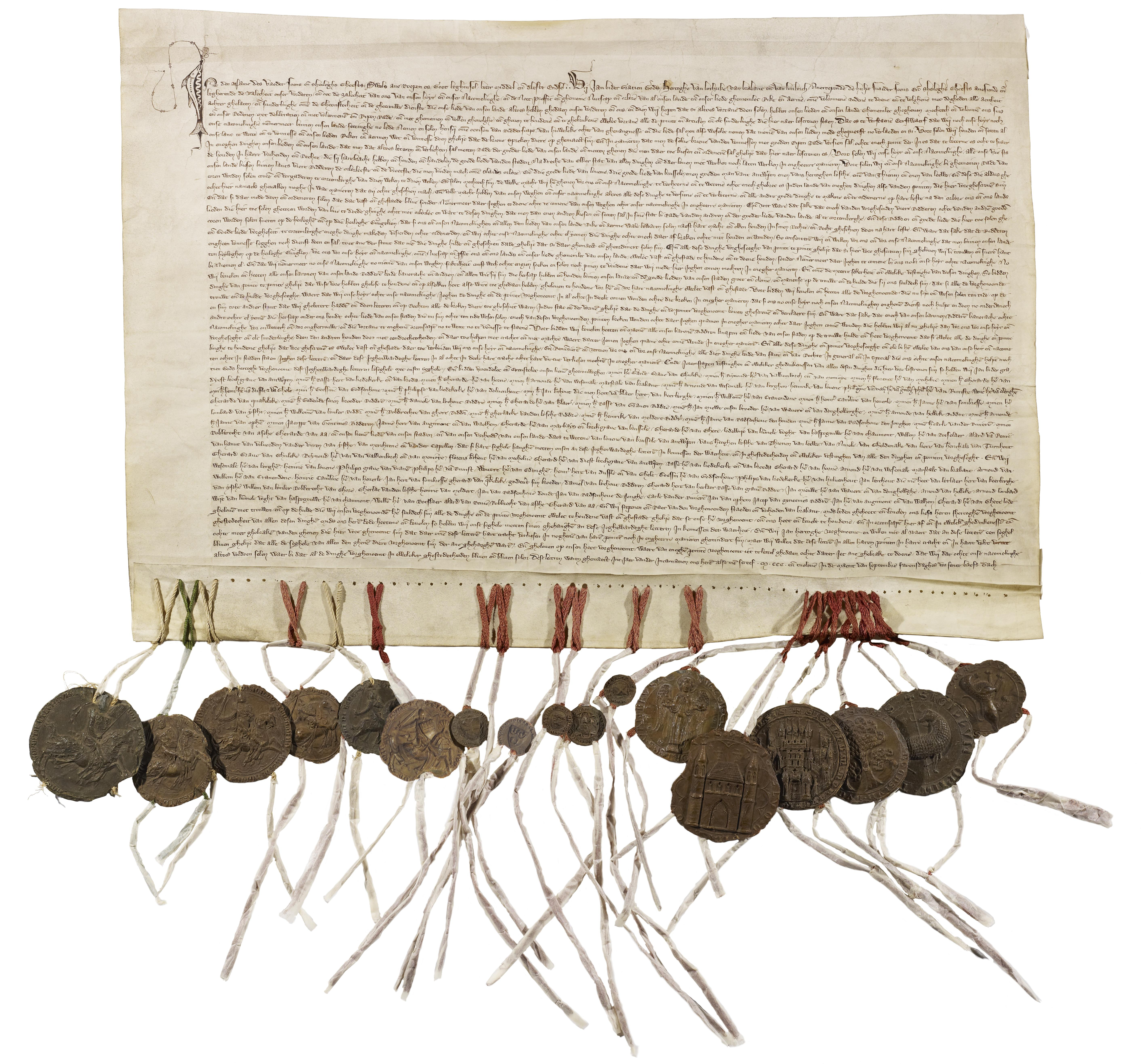
Charter van Kortenberg met zegels van de ondertekenaars (FelixArchief Antwerpen)

## Historische constituties
In Engeland, Hongarije en de Nederlanden zijn, terugkijkend, al vanaf de 13e eeuw aanzetten gegeven tot vorming van constitutionele regels in respectievelijk de Magna Carta, de Gouden Bul en het Charter van Kortenberg. De Vlaamse Keure was een oorkonde die op 27 september 1312 in de abdij van Kortenberg werd ondertekend en gezegeld door de betrokken partijen, waarin afspraken zijn vastgehouden die gesloten waren tussen enerzijds een groep edelen, als vertegenwoordigers van de burgerij uit de grote steden, en anderzijds hertog Jan II van Brabant.
Maar er zijn nog veel oudere gevallen bekend waar een heerser een catalogus aan rechtsregels liet opstellen en bekend maakte, die onder zijn heerschappij voor (bepaalde groepen) burgers te gelden hadden, bijvoorbeeld de Wetten van Hamurabi van de koning van Babylonië omstreeks 1700 v.Chr. en de Wet der Twaalf Tafelen omstreeks na Chr. in Rome.